# 2253 Espinette
2253 Espinette este un asteroid din centura principală, descoperit pe 30 iulie 1932 de George Van Biesbroeck.